# Szkockie królowe

## Alpinowie
| Wizerunek | Imię   | Daty życia | Lata panowania | Ojciec i matka            | Mąż    |
| --------- | ------ | ---------- | -------------- | ------------------------- | ------ |
|           | Gruoch | 1015-1060  | 1040-1057      | Bodhe, książę szkocki ??? | Makbet |

## Dynastia Dunkeld
| Wizerunek | Imię                             | Daty życia                            | Lata panowania | Ojciec i matka                                                           | Mąż                               |
| --------- | -------------------------------- | ------------------------------------- | -------------- | ------------------------------------------------------------------------ | --------------------------------- |
|           | Ingibiorga Finnsdottir           | ???-ok. 1069                          | ???-1069       | Finn Arnesson Bergljot Halvdansdotter                                    | Thorfinn Sigurdsson               |
|           | Małgorzata Szkocka               | ok. 1045-16 listopada 1093            | 1070-1093      | Edward Wygnaniec Agata                                                   | Malcolm III                       |
|           | NN, żona Donalda III             |                                       |                |                                                                          | Donald III                        |
|           | Sybilla Normandzka               | ok. 1092-13 lipca 1122                | 1107-1122      | Henryk I Beauclerc Sybilla, c. Roberta, hrabiego Mortain                 | Aleksander I Szkocki              |
|           | Matylda                          | 1074-1130                             | 1124-1130      | Waltheof, hrabia Huntington Judyta, c. Lamberta II, hrabiego Lens        | Simon I de Senlis Dawid I Szkocki |
|           | Ermengarda                       | ok. 1170-12 lutego 1234               | 1186-1214      | Ryszard I, wicehrabia Beaumont Łucja, c. Ryszarda II de l'Aigle          | Wilhelm I Lew                     |
|           | Joanna Plantagenetka             | 22 lipca 1210-4 marca 1238 Essex      | 1221-1238      | Jan bez Ziemi Izabela Andegaweńska                                       | Aleksander II                     |
|           | Maria de Coucy                   | ok. 1218-1285                         | 1239-1249      | Enguerrand III, pan Coucy Maria de Montmirel                             | Aleksander II                     |
|           | Małgorzata Plantagenetka         | 29 września 1240-26 lutego 1275 Cupar | 1251-1275      | Henryk III Plantagenet Eleonora Prowansalska                             | Aleksander III                    |
|           | Jolanta de Dreux                 | ok. 1263-1322                         | 1285-1286      | Robert IV, hrabia Dreux Beatrycze, c. Jana, hrabiego Montfort            | Aleksander III                    |
|           | Małgorzata „Dziewczę z Norwegii” | kwiecień 1283-wrzesień 1290 Orkady    | 1286-1290      | Eryk II Wróg Księży Małgorzata Szkocka, c. Aleksandra III, króla Szkocji | – władała samodzielnie            |

## Balliolowie
| Wizerunek | Imię               | Daty życia        | Lata panowania | Ojciec i matka                                                            | Mąż         |
| --------- | ------------------ | ----------------- | -------------- | ------------------------------------------------------------------------- | ----------- |
|           | Izabela de Warenne | ok. 1253-ok. 1296 | 1292-1296      | Jan de Warenne, hrabia Surrey Alicja de Lusignan, c. Hugona X de Lusignan | Jan Balliol |

## Dynastia Bruce
| Wizerunek | Imię                | Daty życia                    | Lata panowania | Ojciec i matka                                       | Mąż                       |
| --------- | ------------------- | ----------------------------- | -------------- | ---------------------------------------------------- | ------------------------- |
|           | Elżbieta de Burgh   | ok. 1289-27 października 1327 | 1306-1327      | Ryszard de Burgh, hrabia Ulsteru Małgorzata de Burgh | Robert I Bruce            |
|           | Joanna Angielska    | 5 lipca 1321-7 września 1362  | 1329-1362      | Edward II Plantagenet Izabela Francuska              | Dawid II Bruce            |
|           | Małgorzata Drummond | ok. 1340-31 stycznia 1375     | 1364-1369      | sir Malcolm Drummond Małgorzata Graham               | John Logie Dawid II Bruce |

## Stuartowie
| Wizerunek | Imię                   | Daty życia                             | Lata panowania | Ojciec i matka                                                               | Mąż |
| --------- | ---------------------- | -------------------------------------- | -------------- | ---------------------------------------------------------------------------- | --- |
|           | Eufemia de Ross        | ???-1386                               | 1371-1386      | Aodh, hrabia Ross Małgorzata Graham                                          | Jan Randolf Robert II Stewart                                                                          |
|           | Annabella Drummond     | ok. 1350-1401                          | 1390-1401      | sir John Drummnond Maria Montifex                                            | Robert III Stewart                                                                                     |
|           | Joanna Beaufort        | ok. 1404-15 lipca 1445                 | 1424-1437      | Jan Beaufort, 1. hrabia Somersetu Małgorzata Holland                         | Jakub I Stewart Jakub Stewart (Czarny Rycerz z Lorn)                                                   |
|           | Maria Geldryjska       | ok. 1434-1 grudnia 1463                | 1449-1460      | Arnold, książę Geldrii Katarzyna Kliwijska, c. Adolfa II, księcia Kleve-Mark | Jakub II                                                                                               |
|           | Małgorzata Duńska      | 23 czerwca 1456-14 lipca 1486 Stirling | 1469-1486      | Chrystian I Oldenburg Dorota brandenburska                                   | Jakub III                                                                                              |
|           | Małgorzata Tudor       | 29 listopada 1489-18 października 1541 | 1503-1513      | Henryk VII Tudor Elżbieta York                                               | Jakub IV                                                                                               |
|           | Magdalena Walezjuszka  | 10 sierpnia 1520-7 lipca 1537          | 1537           | Franciszek I Walezjusz Klaudia Walezjuszka                                   | Jakub V                                                                                                |
|           | Maria Gwizjuszka       | 22 listopada 1515-10 czerwca 1560      | 1538-1542      | Klaudiusz Gwizjusz Antonina de Bourbon-Vendôme                               | Jakub V                                                                                                |
|           | Maria I                | 7 grudnia 1542-8 lutego 1587           | 1542-1567      | Jakub V Maria Gwizjuszka                                                     | Franciszek II Walezjusz Henryk Stuart (lord Darnley) James Hepburn Jakub I Stuart władała samodzielnie |
|           | Anna Duńska            | 14 października 1574-4 marca 1619      | 1589-1619      | Fryderyk II Oldenburg Zofia Meklemburska                                     | Jakub I Stuart                                                                                         |
|           | Henrietta Maria Burbon | 24 listopada 1609-10 września 1669     | 1625-1649      | Henryk IV Wielki Maria Medycejska                                            | Karol I Stuart                                                                                         |
|           | Katarzyna Bragança     | 25 listopada 1638-30 listopada 1705    | 1662-1685      | Jan IV Szczęśliwy Ludwika de Guzman                                          | Karol I Stuart                                                                                         |
|           | Maria Modeńska         | 5 października 1658-7 maja 1718        | 1685-1688      | Alfons IV d’Este Laura Martinozzi                                            | Jakub II Stuart                                                                                        |
|           | Maria II               | 30 kwietnia 1662-28 grudnia 1694       | 1689-1694      | Jakub II Stuart Anna Hyde                                                    | Wilhelm III Orański współrządziła z mężem                                                              |
|           | Anna I                 | 6 lutego 1665-1 sierpnia 1714          | 1702-1707      | Jakub II Stuart Anna Hyde                                                    | Jerzy Duński władała samodzielnie                                                                      |